# Меркулов, Иван Петрович
Иван Петрович Меркулов (12 августа 1900 — 12 апреля 1987) — снайпер 610-го стрелкового полка (203-я Запорожско-Хинганская Краснознамённая ордена Суворова 2-й степени стрелковая дивизия, 12-я армия, 3-й Украинский фронт), старший сержант, Герой Советского Союза.

## Биография
Родился 12 августа 1900 года на хуторе Рощинский ныне Кочубеевского района Ставропольского края.
Работал лесником. Опыт охотника позволил ему позднее стать эффективным снайпером.
В Красной Армии с 1941 года. В действующей армии с июля 1942 года. Окончил школу снайперов. Воевал на Сталинградском, Донском, Юго-Западном, 3-м и 2-м Украинских фронтах. Участвовал в Сталинградской битве, Донбасской стратегической операции, уничтожении никопольско-криворожской группировки противника, освобождении юга Украины в ходе Березнеговато-Снегирёвской и Одесской операций, Молдавии, Румынии, Венгрии и Чехословакии в ходе Ясско-Кишинёвской, Дебреценской, Будапештской, Братиславско-Брновской и Пражской операций. Особо отличился в боях на Днепре.
Организатор школы снайперов, среди выпускников которой - известные советские снайперы Сергей Орлов и Иван Бугай.
Указом Президиума Верховного Совета СССР от 19 марта 1944 года за мужество, отвагу и героизм старшему сержанту Меркулову Ивану Петровичу присвоено звание Героя Советского Союза с вручением ордена Ленина и медали «Золотая Звезда».
Умер 12 апреля 1987 года.